# 阿迪力·努尔买买提
阿迪力·努尔买买提（維吾爾語：ئادىل نۇرمەمەت‎，拉丁维文：Adil Nurmemet；1968年2月—），新疆和田县人，维吾尔族，研究生学历，中华人民共和国地方官员。
阿迪力1989年6月加入中国共产党。1989年7月参加工作，2009年1月任新疆和田市委副书记、和田市人民政府市长。
2014年10月30日因涉嫌严重违纪被调查，有传闻阿迪力可能涉嫌和田玉行贿受贿而被调查。2015年2月17日因其收受巨额贿赂，违规经商办业被开除党籍、公职；移送司法机关。